# Каленов, Кали
Кали́ Кале́нов (27 августа 1927, Актогайский район, КазАССР — 1 февраля 2015, Тортуй, Павлодарская область) — старший табунщик совхоза «Экибастузский» Краснокутского района Павлодарской области, Казахская ССР. Герой Социалистического Труда (1966).

## Биография
Родился в 1927 году в крестьянской семье в одном из сельских населённых пунктов Семипалатинской губернии Казахской АССР. С 1943 года — рабочий совхоза «Экибастузский» Краснокутского района с центральной усадьбой в селе Тортуй. После окончания курсов механизации трудился трактористом, возглавлял тракторную бригаду. С мая 1956 года — табунщик на конеферме, с 1960 года — старший табунщик в этом же совхозе.
Бригада под его руководством в 1960-е годы обслуживала совхозный табун численностью в две тысячи голов и ежегодно выращивала 97 — 100 жеребят от каждой сотни конематок. Указом Президиума Верховного Совета СССР от 22 марта 1966 года удостоен звания Героя Социалистического Труда за «достигнутые успехи в развитии животноводства, увеличении производства и заготовок мяса, молока, яиц, шерсти и другой продукции» с вручением ордена Ленина и золотой медали «Серп и Молот» (№ 10495).
Избирался депутатом Краснокутского районного Совета депутатов трудящихся и в 1966 году — делегатом XXIII съезда КПСС.
После выхода на пенсию проживал в селе Тортуй Краснокутского района.